# Сами боги
«Са́ми бо́ги» (англ. The Gods Themselves) — научно-фантастический роман Айзека Азимова, впервые изданный в 1972 году. Он состоит из трёх частей, названия которых, будучи перечисленными друг за другом, составляют известное высказывание Фридриха Шиллера «Против глупости сами Боги бороться бессильны» (из драмы «Орлеанская дева»). Описание психологии негуманоидного внеземного разума во второй части многими признаётся шедевральным, о чём думал и сам автор.

## Сюжет
Посвящается Человечеству

в надежде, что война с безрассудством всё-таки будет выиграна.
В романе описан контакт человечества с расой трёхполых существ (пестун, рационал и эмоциональ), обитающих в параллельной вселенной, законы физики которой существенно отличаются от существующих в нашем мире. В частности, ядерное взаимодействие в параллельной вселенной гораздо сильнее, благодаря чему там возможно существование изотопов, которые в нашей Вселенной крайне нестабильны.

### Первая часть
В первой части романа («Против глупости») описывается процесс обмена стабильного вольфрама-186 на нестабильный плутоний-186. В обеих Вселенных оба изотопа нестабильны. Плутоний-186 в нашей Вселенной испускает 20 позитронов и превращается в стабильный вольфрам, а вольфрам-186 в «паравселенной» испускает 20 электронов, превращаясь в стабильный плутоний. Оба эти превращения сопровождаются выделением энергии. Этот принцип положен в основу так называемого (в романе) «Межвселенского электронного насоса» — практически неисчерпаемого источника энергии как для людей, так и для «паралюдей». Главный идеолог Электронного насоса — радиохимик Фредерик Хэллем, случайно обнаруживший процесс обмена материи между вселенными, ныне пожинает плоды своей славы, не приложив никаких усилий ни по научному обоснованию, ни по практической реализации «Насоса»: первое за него сделали многочисленные учёные всего мира, а второе — «паралюди», приславшие подробные схемы устройства Насоса.
У Хэллема есть оппоненты, которые открыли, что такой обмен является опасным для существования нашей Вселенной — вместе с веществом из другой вселенной приносится своеобразное поле физических законов той вселенной, в результате чего выравниваются потенциалы физических законов контактирующих вселенных, и из-за усиления ядерного взаимодействия возрастает опасность взрыва Солнца с неизбежной гибелью человечества. Питер Ламонт, один из оппонентов, пытается ради доказательств связаться с обитателями «паравселенной», в чём добивается определённых успехов. Однако выясняется, что «паралюди», хоть и знают о проблеме, по какой-то причине не могут остановить процесс перекачки.

### Вторая часть
Вторая часть романа («…Сами боги…») посвящена описанию удивительного общества контактёров из «паравселенной» и их мира. Повествование сосредоточено на лучшей триаде в истории этой цивилизации, в которую входят Ун, Дуа и Тритт (Odeen, Dua, Tritt).
При этом очень подробно описана психология этих чужих, неорганических существ и их трёхполый брак.
- Рационал Ун — воплощающий в себе интеллект учёный.
- «Призрачно-прекрасная» эмоциональ Дуа (главная «героиня» второй части романа) — подвергающаяся осуждению и травле в детстве и юности из-за необычно высокого (для существ её пола) уровня интеллекта и сильно развитого любопытства.
- Пестун Тритт — не отличающийся особым умом консерватор, однако способный на неожиданные и неоднозначные поступки: например, воровство «питательного шара» (аккумулятора) и обман ради цели, которую он считал высшей и самой важной — рождения последнего ребёнка, дочери Деролы.

Существа «паравселенной» существуют в 2 формах: так называемые Мягкие и Жёсткие. Последние по краткому описанию автора являются похожими на людей гуманоидами. «Мягкие» создания — призрачны, общаются телепатически, в детстве и юности могут спокойно проходить сквозь твёрдые предметы и даже «смешиваться» друг с другом (хотя эта привычка порицается в их культуре). Питаются они за счёт непосредственного поглощения энергии своей угасающей звезды.
Брак Мягких называется триадой, аналог сексуального контакта — синтез (может длиться несколько дней), при котором все трое смешивают друг с другом своё вещество, получая сперва чувственное наслаждение, а потом — амнезию на весь период синтеза.
Чтобы отпочковать детей, нужна энергия, которую в триаде обеспечивает эмоциональ. Но Дуа сопротивляется рождению дочери, боясь, что это сделает переход (смерть, как она думает) неизбежным.
Она находит пластины, посланные Ламонтом, изучает метки на них (не понимая, но каким-то образом улавливая его отчаяние и страх), вступает с ним в контакт — и в борьбу с Жёсткими. Дуа — как может — отстаивает высшую нравственность; мечется в отчаянии и едва не погибает, пытаясь помешать жестоким планам нового Жёсткого по имени Эстуолд. Тот сознательно хочет вызвать взрыв Солнца, чтобы прикованным к своему угасающему светилу «паралюдям» хватило таким образом энергии на долгий срок. Дуа считает его олицетворением эгоизма и холодной жестокости, способным обречь на неизбежную гибель другую, чужую цивилизацию. Она отправляет на пластине отчаянное послание Ламонту, умоляя его остановить «земную» часть Электронного Насоса:
«НАСОС НЕ ОСТАНОВИТЬ НЕ ОСТАНОВИТЬ МЫ НЕ ОСТАНОВИТЬ НАСОС МЫ НЕ СЛЫШАТЬ ОПАСНОСТЬ НЕ СЛЫШАТЬ НЕ СЛЫШАТЬ НЕ СЛЫШАТЬ ВЫ ОСТАНОВИТЬ ПОЖАЛУЙСТА ВЫ ОСТАНОВИТЬ ВЫ ОСТАНОВИТЬ ЧТОБЫ МЫ ОСТАНОВИТЬ ПОЖАЛУЙСТА ВЫ ОСТАНОВИТЬ ОПАСНОСТЬ ОПАСНОСТЬ ОПАСНОСТЬ ОСТАНОВИТЬ ОСТАНОВИТЬ ОСТАНОВИТЬ НАСОС».
Только в последние минуты своего существования она узнаёт правду: переход — не смерть, а все трое должны слиться для появления нового Жёсткого. И сама Дуа — частица ненавистного ей Эстуолда.

### Третья часть
В третьей части романа («…Бороться бессильны?») действие происходит в лунных колониях, описывается их жизнь, научные и политические конфликты с земной администрацией. Бывший радиохимик Бенджамин Денисон прибывает на Луну примерно через двадцать лет после начала работы Насоса, с целью проверки гипотезы Ламонта. На Земле он лишился всех надежд на научную карьеру из-за «отца» Насоса — Хэллем ненавидел его за успехи. Бэррон Невилл, один из лидеров местной физики, предоставляет ему некоторые приборы, в том числе пионотрон — оригинальную разработку лунных учёных. Это установка, которая может изменять массы частиц, делая их частью другой Вселенной.
Денисон с помощью жены Невилла — Селены Линдстрём Л. — не только подтверждает гипотезу об опасности Насоса, но и находит решение проблемы, открывая способ компенсировать вызываемое Электронным Насосом усиление ядерного взаимодействия. Денисон предполагает существование бесконечного множества параллельных вселенных с разными значениями силы сильного взаимодействия, в т. ч. таких, в которой оно ещё сильнее, чем в знакомой людям паравселенной Дуа, и таких, в которых оно слабее, чем во Вселенной людей. Он предлагает обмениваться веществом не только с теми вселенными, в которых сильное взаимодействие сильнее, но и с теми, в которых оно слабее, чем в нашей, так чтобы изменения законов физики, принесённые из разных вселенных, взаимокомпенсировались. Аналогичным образом (только в противоположном направлении) следует поступать обитателям паравселенной Дуа. Тогда проблема Вселенной людей и паравселенной Дуа будет уходить в другие вселенные (подобно действию заземления или прибыли в литейном деле).
Денисон предполагает и крайний вариант — существование «антипаравселенных» — миров, в которых сильное взаимодействие имеет максимально возможное значение, из-за чего они существуют в виде «космического яйца» — единого компактного тела, включавшего всю материю вселенной (см. тж. сингулярность). И идеальное решение — сделать конечным пунктом обмена такие вселенные; и теперь на Луне собираются построить установки, дающие энергию и компенсирующие действие Насосов на Земле. Согласно предположениям Денисона, в отдалённом будущем это приведёт к Большому взрыву материи «антипаравселенной» и рождению «обычной» вселенной на её месте.

## Персонажи
- Фредерик Хэллем — радиохимик, «первооткрыватель» Электронного Насоса
- Питер Ламонт — физик, главный оппонент Хэллема
- Майрон Броновский — археолог
- Ун — левый, рационал
- Дуа — серединка, эмоциональ, «Олевелая Эм»
- Тритт — правый, пестун
- Аннис, Торун и Дерола — крошки триады Уна
- Эстуолд — Жёсткий, синтезированный из триады Уна
- Лостен — Жёсткий, учитель Уна
- Бенджамин Аллан Денисон — радиохимик
- Селена Линдстрём Л. — уроженка Луны, экскурсовод, затем ассистент Денисона
- Бэррон Невилл — физик, гражданский муж Селены

## Награды
Роман получил:
- премию Небьюла 1972 года;
- премию Хьюго 1973 года;
- Locus Award 1973 года[6] в номинациях «Лучший роман».

## Воспоминания Азимова о романе
Айзек Азимов описывает разговор c Робертом Силвербергом в январе 1971 года, когда он попросил того назвать произвольно какой-либо изотоп в качестве примера. Силверберг назвал плутоний-186, Азимов ответил, что такого изотопа не существует и не может существовать в природе. «Ну и что?» — сказал Силверберг. Позже Азимов выяснил, в каких условиях плутоний-186 мог бы существовать; и рассудил, что он должен принадлежать другой Вселенной с другими физическими законами — а именно, увеличение сильного взаимодействия сделает изотоп стабильным. Он записал эти идеи, которые и послужили толчком к написанию романа.
Имена Odeen, Dua, Tritt Азимов взял из русского языка, слегка изменив числительные один, два, три.
По словам автора, «Сами боги», особенно его вторая часть — «самое большое и эффектное из всего, когда-либо придуманного мною» (англ. biggest and most effective over-my-head writing ever produced).
Один из последних рассказов Азимова, «Золото» (1991), построен вокруг попытки экранизировать вторую часть романа.

## Русские переводы
Полностью роман был впервые переведён Ириной Гуровой в 1976 году и издан издательством «Мир» в серии «Зарубежная фантастика». Впоследствии данный перевод неоднократно переиздавался, и общий тираж превысил миллион экземпляров. При этом роман в значительной степени подвергся цензуре:
- Во второй части обращение «Hard-sir» было заменено на «Жёсткий-ру».
- В третьей части были практически полностью вырезаны или переделаны упоминания о сексе и наготе — довольно значительные по объёму ввиду особенностей лунного общества.
- В значительной степени вырезаны упоминания о «Великом кризисе» (в оставшихся упоминаниях — «Экологический перелом») приведшем, среди прочего, к снижению населения Земли с шести до двух миллиардов человек.